# مایک کگل
مایک کگل (انگلیسی: Maik Kegel؛ زادهٔ ۸ دسامبر ۱۹۸۹) بازیکن فوتبال اهل آلمان است.
از باشگاه‌هایی که در آن بازی کرده‌است می‌توان به باشگاه فوتبال هولشتاین کیل، باشگاه فوتبال دینامو درسدن، و باشگاه فوتبال کمنیتس اشاره کرد.
وی همچنین در تیم ملی فوتبال جوانان آلمان بازی کرده‌است.